# Tecnologie dell'idrogeno
Le tecnologie dell'idrogeno sono tecnologie collegate all'economia dell'idrogeno e ai diversi metodi di creazione, immagazzinamento e trattamento dell'idrogeno. Le tecnologie dell'idrogeno possono svolgere un ruolo importante nella prevenzione del mutamento climatico e nella creazione di energia pulita per vari utenti.
La seguente lista mostra collegamenti a voci collegate alla tecnologia dell'idrogeno:

## Produzione di idrogeno
- Fotosintesi artificiale
- Produzione biologica di idrogeno
- Elettrolisi
- Idrolisi
- Cella elettrochimica
- Reforming
- Ciclo zolfo-iodio
- Separazione dell'acqua

## Pile a combustibile
- Pila a combustibile alcalina (AFC)
- Pila a combustibile a idruro di boro diretta (DBFC)
- Pila a combustibile a etanolo diretto (DEFC)
- Pila a combustibile a metanolo diretta (DMFC)
- Pila a combustibile elettrogalvanica (EGFC)
- Batteria liquida (RFC)
- Pila a combustibile ad acido formico (FAFC)
- Pila a combustibile a metallo idruro (MHFC)
- Pila a combustibile microbiologica (CCB)
- Pila a combustibile a carbone fuso (MCFC)
- Pila a combustibile ad acido fosforico (PAFC)
- Cella fotoelettrochimica (PEC)
- Pila a combustibile con membrana a scambio protonico (PEMFC)
- Pila a combustibile a ceramica protonica (PCFC)
- Pila a combustibile rigenerativa (RFC)
- Pila a combustibile ad ossido solido (SOFC)

## Infrastruttura dell'idrogeno
- Analizzatore di idrogeno
- Autostrada ad idrogeno
- Compressore ad idrogeno
- Idrogenodotto
- Rilevazione di fughe di idrogeno
- Microsensore ad idrogeno
- Stazione di energia domestica
- Zero Regio

### Immagazzinamento dell'idrogeno
- Cella Energy (nanotubi di carbonio e di borano)
- Hythane
- Idrogeno compresso
- Idrogeno liquido
- Idruri metallici
- Nanotubo di carbonio
- Stazione a idrogeno

## Veicoli ad idrogeno

### Dirigibili storici ad idrogeno
- Hindenburg

### Automobili ad idrogeno
- BMW H2R
- BMW Hydrogen 7
- Chrysler Natrium
- Fiat Panda Hydrogen
- Fuel Cell Bus Club
- General Motors Hy-wire
- General Motors Sequel
- Honda FCX
- Mercedes-Benz F-Cell
- Morgan LIFEcar
- Peugeot Quark
- Toyota Mirai

### Aeroplani ad idrogeno
- Hyfish
- Smartfish
- Tupolev Tu-155-Versione ad idrogeno Tu-154[1]
- Fuel Cell Demonstrator Airplane

## Tecnologie collegate

### Ambiente e territorio
- Digestione anaerobica
- Syngas

### Nucleare
- Reattore nucleare di IV generazione
- Arma nucleare

### Chimica organica
- Deidrogenazione
- Idrogenazione
- Idrogenolisi

## Varie
- Saldatura atomica a idrogeno
- Ossidrogeno
- Elettrodo standard a idrogeno
- Elettrodo a palladio-idrogeno
- Protezione catodica
- Voltametro di Hofmann
- Effetto Joule-Thomson
- Ione idrogeno
- Collettore di Bussard
- Lampada di Döbereiner
- Refrigeratore ad assorbimento di gas
- Compressore di diaframma
- Diaframma metallico
- Compressore termico a idrogeno
- Compressione elettrochimica
- Degradazione da idrogeno
- Infragilimento da idrogeno